# Boxtel
Boxtel – miasto i gmina w prowincji Brabancja Północna w Holandii. 

## Charakterystyka

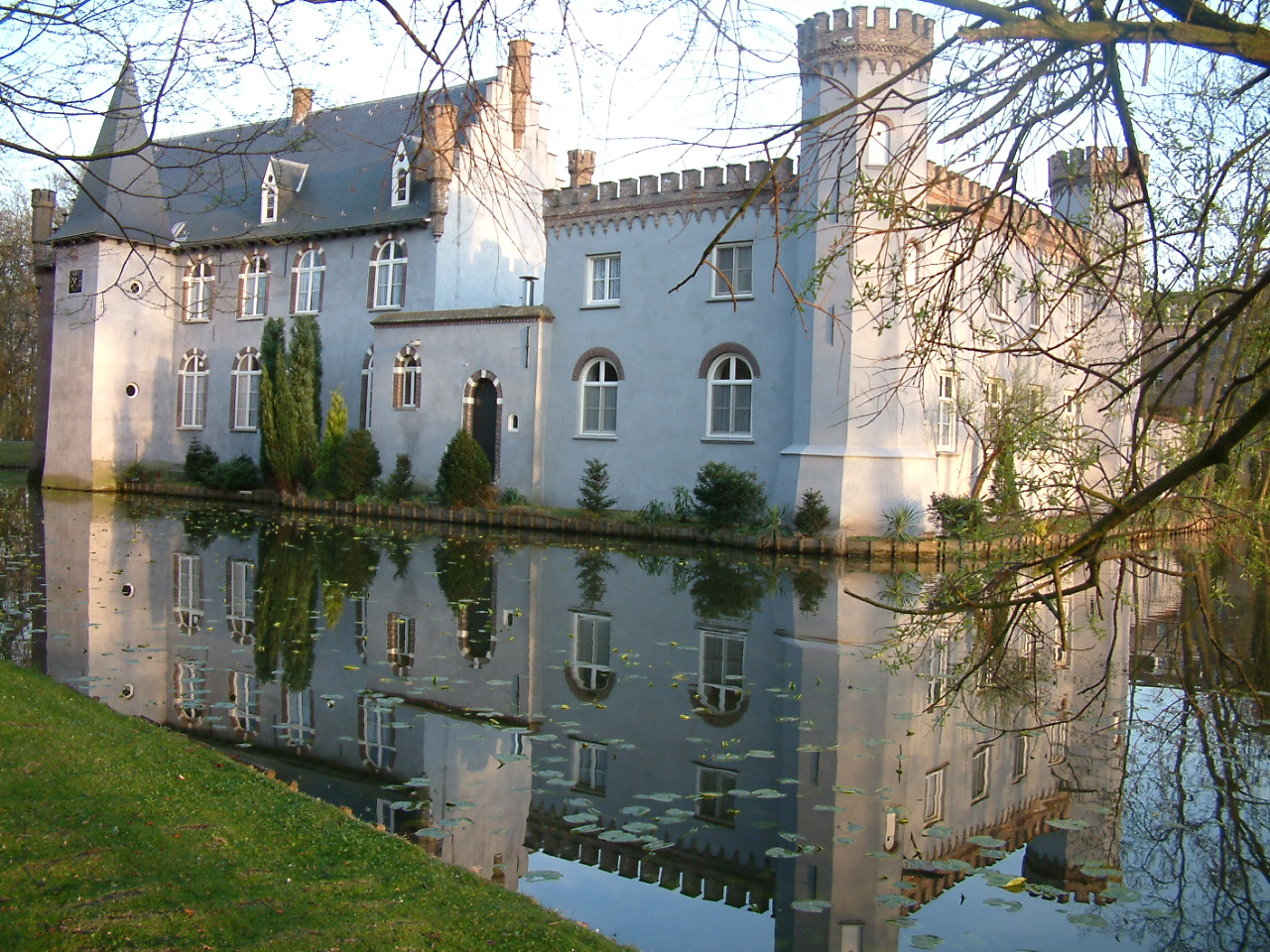
Zamek Stapelen

W 2014 roku populacja wyniosła 30 325 mieszkańców. Stolicą i największym miastem jest miejscowość o tej samej nazwie. Leży nad rzeką Dommel.
Przez gminę przechodzi A2.
Oprócz miasta Boxtel liczącego 24 240 mieszkańców w gminie leży także Liempde (4855) oraz Lennisheuvel (1180).
W Boxtel znajduje się zamek Stapelen, wybudowany w średniowieczu i przebudowany w XIX wieku, gotycki kościół św. Piotra oraz liczne klasztory.